# Eric Franklin
Eric Franklin (* 28. Februar 1957) ist ein Schweizer Sportwissenschaftler, Tänzer, Choreograf und Bewegungspädagoge.
Er gründete die Franklin-Methode und gilt weltweit als Experte in imaginativer Bewegungspädagogik bzw. für Dynamic Neurocognitive Imagery (NDI). Er lebt in Wetzikon, Schweiz. Der Diplomsportlehrer, Bachelor of Fine Arts, Buchautor sowie Universitätsdozent ist Mitglied der International Association of Dance Medicine and Science (IADMS). Eric Franklin unterrichtete als weltweit erster Tanztherapeut in China.

## Werdegang
Eric Franklin studierte seit 1976 Sport an der ETH Zürich, nach seinem Abschluss wechselte er 1979 an die Tisch School of the Arts in New York, lernte Tanz. 1982 beendete er dieses Studium, wirkte seit 1980 an vielen Tanz- und Theaterproduktionen in Europa und in den USA mit. Zum Beispiel tanzte er mit der Kelly Dance Company und war Choreograf beim American Dance Festival. Im Studium befasste Eric Franklin sich mit Tanz Imagination, besonders mit der Ideokinese von Mabel Todd. Dieses Wissen vertiefte und erweiterte er mit eigenen Ideen, begann später, es zu vermitteln, unter anderem Tänzern, Spitzensportlern, Trainern und Bewegungslehrern. 1992 gründete Eric Franklin in der Schweiz das Institut für die Franklin-Methode. Er rief ferner die Ausbildung zum Bewegungspädagogen der Franklin-Methode sowie zum Franklin-Methode-Therapeuten ins Leben.

## Bücher
1984 erschien Eric Franklins erstes Werk Breakdance. Er schrieb es gemeinsam mit William H. Watkins. Heute ist er Autor von 14 weiteren Büchern, in englischer und/oder in deutscher Sprache. In der Geschichte der Tanzliteratur ist Breakdance das erste Buch, das sich mit mentalem Training im Tanzen befasst, Conditioning for Dance dagegen das erste Buch über Krafttraining für Tänzer.
- Breakdance, 1984 (englisch, gemeinsam mit William H. Watkins)
- Dynamic alignment through imagery, 1996 (englisch)
- Dance Imagery for technique and performance, 1996 (englisch)
- Conditioning for Dance, 1996 (englisch)
- Befreite Körper, 1999 (deutsch)
- Fit bis in die Körperzellen, 2004 (deutsch)
- Die Bewegung beginnt im Kopf, 2007 (deutsch)
- Beckenboden Power, 2008 (deutsch)
- Denk dich jung!, 2008 (deutsch)
- Ball and imagery exercises for relaxed and flexible shoulders, neck and thorax, 2008 (englisch)
- Entspannte Schultern, gelöster Nacken, 2009 (deutsch)
- Happy Feet. Dynamic base, effortless posture, 2010 (englisch)
- The Psoas – Integrating Your Inner Core, 2011 (englisch)
- Locker sein macht stark: Wie wir durch Vorstellungskraft beweglich werden, 2011 (deutsch)
- Fascia Release and Balance, 2014 (englisch)
- The Art & Science of Cueing, 2016 (englisch)

Eric Franklins Bücher wurden in mehrere Sprachen übersetzt, darunter auch Chinesisch, Japanisch und Koreanisch sowie seit 2014 digitalisiert er sein Werk.